# 中嶋徹
中嶋 徹（なかじま とおる、1993年 - ）は日本のフリークライマー。トラッド、スポート、ボルダリングすべてで国内トップレベルの実績を残すオールラウンドクライマー。長野県出身。

## 経歴
4歳でクライミングに初めて触れ、8歳から本格的にクライミングを始める。11歳で瑞牆山「燃えた地図」（三段）を完登。15歳のとき、単身渡英したことをきっかけに活躍の場を世界に広げる。2009年にはイギリスにおいてE9×3本、E8×3本を完登するという大きな成果を上げた。また、2010年12月には、平山ユージが2003年に初登して以来、再登されていなかった国内最難のボルトルートである二子山「フラットマウンテン」(5.14d/15a) を第2登した。THE NORTH FACEアスリート。
2016年4月に信州大学から京都大学大学院理学研究科地球惑星科学専攻地球惑星物質科学講座に所属していた。京大時代は京都大学フリークライミングクラブのジム京大ウォールをホームジムにし、アメリカビッショプのLucid Dreaming(V15)のシミュレーション課題を京大ウォールに設定してトレーニングしていた。

## 登攀歴
- 2004年 - 瑞牆山 燃えた地図（三段）[4]
- 2005年
  - 小川山 伴奏者（五段）[4]
  - 12月 - 小川山 静かの海（三段）完登[7]。
- 2006年
  - 8月 - 小川山 サマータイム (5.13b/c) 完登[8]。
  - 12月 - 湯川 白髪鬼 (5.13d/R) 第3登（ピンクポイント）[9]。
- 2007年3月 - 湯川 白髪鬼 (5.13d/R) レッドポイントとして初登[9]。
- 2008年11月 - 小川山 不眠症 (五段） 第2登[10]
- 2009年
  - 6月 - 瑞牆山 愁いの王 (5.13b R/X) 第3登[11]
  - 8-9月イギリスStanageのJerry's Traverse (V10)、Victorian Overmantel (V10) を完登。Brad Pit(V10)フラッシュで完登[4]。

Burbage SouthのSimba's Pride (E8 6c)、Nocturnal Emission (E9 6c) を完登、Black Out (E9 6c) を初登[4]。
MillstoneのElm Street (E8 6c) を完登[4]。
Black RocksのMeshuga (E9 6c)、Gaia (E8 6c) を完登[4]。
- 2010年6月 - 鳳来 アラバスター (5.14a/b) 完登[12]
- 2010年 - 二子山 フラットマウンテン (5.14d/15a) 第2登[13]。
- 2011年
  - 5月 - 恵那笠置山 エモーション（四段）第三登[14]
  - 9月 - 鳳来 ガンジャ (5.13d) フラッシュで完登、ガンジャエクステンション (5.14a) 完登（2トライ目）[15]
- 2012年12月 - 恵那 常世（五段）第2登[16]。
- 2013年
  - 2月 - フランスフォンテーヌブローThe Big Island (8C) を第6登[17]。
  - 3月 - 瑞牆山 アサギマダラ（六段）第2登[18]
  - 9月 - コロラドIce Knife (V14) 完登[19]
- 2014年3月 - スイスクレシアーノ The Story of two worlds (V15) を完登[20]。
- 2015年9月 - コロラド Paint it Black (V15) を第5登、Mirror Reality (V14) を完登[21]。
- 2017年
  - 2月 - アメリカビショップ Lucid Dreaming (V15) を第4登[22]。
  - 9月 - 小阪健一郎と二人で、新潟県糸魚川市にある頸城山塊海川不動川ゴルジュを遡行[23][24][25]。

不動川ゴルジュの滝の裏にあるアンモナイトと言い伝えられてきた岩を分析した結果アンモナイトではないこと結論づけた[25]。
- 2017年11月 - 中嶋徹、パンドラム 四段をフラッシュ恵那・笠置山 パンドラム（四段）をフラッシュ、四段のフラッシュは国内では初めて[26]。
- 2018年10月 - 小川山 ヴィクターRampagista(五段)を第6登[27]。
- 2019年8月 - 富山県立山町にある日本一の落差を誇る称名滝350mを小阪健一郎、須見遼介と試登の後にフリーソロに成功した[28][29]。
その様子はドローンで撮影されThe North Face JAPANの公式YouTubeにて公開された[30]。

## 参照
1. 1 2 3  森山憲一「MIND CLIMB クライマーのためのメンタルの研究 - INTERVIEW　中嶋徹」『ROCK & SNOW』78号、山と溪谷社、2017年12月、36-39頁。
2. 1 2  “Rock Climbers”.  ザ・ノース・フェイス. 2016年3月22日時点のオリジナルよりアーカイブ。2016年8月26日閲覧。
3. 1 2  “中嶋徹、野口啓代、楢崎智亜。3人のクライマーによる四国のクライミングトリップムービー。THE NORTH FACEが上映会を開催”. CLIMBING-net／山と溪谷社. (2016年3月28日).  オリジナルの2016年8月26日時点におけるアーカイブ。 2016年8月26日閲覧。
4. 1 2 3 4 5 6 7  中嶋徹「中嶋徹 トラッドへの一人旅」『ROCK & SNOW』46号、山と溪谷社、2009年12月、15-27頁。
5. ↑  “中嶋徹”.   THE NORTH FACE. 2021年1月27日閲覧。
6. ↑  Toru Nakajima (2020-01). “Northward cooling of the Kuncha nappe and downward heating of the Lesser Himalayan autochthon distributed to the south of Mt. Annapurna, western central Nepal” (English). Island Arc (John Wiley & Sons Australia, Ltd) 29 (1):  e12349. doi:10.1111/iar.12349.
7. ↑  “初登/再登情報 小川山　“静かの海””. 日本フリークライミング協会. (2005年12月4日) 2022年2月5日閲覧。
8. ↑  “初登/再登情報 湯川　中嶋 徹　“サマータイム”に成功”. 日本フリークライミング協会. (2006年8月9日) 2022年2月5日閲覧。
9. 1 2  “初登/再登情報 湯川　“白髪鬼” 初のレッドポイント”. 日本フリークライミング協会. (2007年3月11日) 2022年2月5日閲覧。
10. ↑  “初登/再登情報 小川山 “不眠症”（五段）　第2登”. 日本フリークライミング協会. (2008年11月30日) 2022年2月5日閲覧。
11. ↑  “初登/再登情報 瑞牆山不動沢エンペラータワー　“愁いの王””. 日本フリークライミング協会. (2009年6月10日) 2022年2月5日閲覧。
12. ↑  “初登/再登情報 鳳来 鬼岩　“アラバスター””. 日本フリークライミング協会. (2010年6月9日) 2022年2月5日閲覧。
13. ↑  “ドイツのアレックス・メゴスが来日、神戸・オロチ(五段+)と二子・Flat Mountain(5.14d/15a)を完登”. Climbing-Net powered by ROCK & SNOW.  山と溪谷社 (2015年3月31日). 2022年2月7日閲覧。
14. ↑  “笠置山　“エモーション”（スタンドスタート） 第3登”. 日本フリークライミング協会. (2011年5月25日) 2022年2月5日閲覧。
15. ↑  “初登/再登情報 鳳来　ハイカラ岩　“ガンジャエクステンション””. 日本フリークライミング協会. (2011年9月25日) 2022年2月5日閲覧。
16. ↑  “濱田健介、恵那の常世(五段)を完登”. Climbing-Net powered by ROCK & SNOW.  山と溪谷社 (2013年12月27日). 2022年2月7日閲覧。
17. ↑  “中嶋徹、フォンテ最難ルート・The Big Island (8C) を第６登”. Climbing-Net powered by ROCK & SNOW.  山と溪谷社 (2013年2月28日). 2022年2月7日閲覧。
18. ↑  “村井隆一、瑞牆のアサギマダラ(五段+)を第7登”. Climbing-Net powered by ROCK & SNOW.  山と溪谷社 (2016年10月18日). 2022年2月7日閲覧。
19. ↑  “ダニエル・ウッズ、Ice Knifeのシットスタートを初登”. Climbing-Net powered by ROCK & SNOW.  山と溪谷社 (2013年11月18日). 2022年2月7日閲覧。
20. ↑  “中嶋徹、The Story of two worlds(V15)完登”. Climbing-Net powered by ROCK & SNOW.  山と溪谷社 (2014年4月1日). 2022年2月7日閲覧。
21. ↑  “中嶋徹、RMNPのPaint it Black(V15)を第5登”. Climbing-Net powered by ROCK & SNOW.  山と溪谷社 (2015年10月12日). 2022年2月7日閲覧。
22. ↑  “中嶋徹、ビショップの”Lucid Dreaming (V15)”を第4登”. Climbing-Net powered by ROCK & SNOW.  山と溪谷社 (2017年2月21日). 2022年2月6日閲覧。
23. ↑  小阪健一郎「不定期連載　日本海側の小さな山旅　番外編　海谷山塊　海川支流不動川」『ワンダーフォーゲル』136号, 2018年6月号、山と溪谷社、2018年、140-143頁。
24. ↑  中嶋徹「沢登り初心者による　糸魚川、不動川　遡行記録　前編」『ROCK CLIMBING』006号, 2018年1月号、船橋ロッキー、2018年、90-95頁。
25. 1 2  中嶋徹「沢登り初心者による　糸魚川、不動川　遡行記録　後編」『ROCK CLIMBING』008号, 2018年7月号、船橋ロッキー、2018年、58-61頁。
26. ↑  “中嶋徹、パンドラム 四段をフラッシュ”. Climbing-Net powered by ROCK & SNOW.  山と溪谷社 (2017年12月1日). 2022年2月7日閲覧。
27. ↑  “中嶋徹、Rampagista 五段を第6登”. Climbing-Net powered by ROCK & SNOW.  山と溪谷社 (2018年10月25日). 2022年2月7日閲覧。
28. ↑  中嶋徹「中嶋徹、称名滝350mをフリーソロ」『ROCK & SNOW』85号、山と溪谷社、2019年9月、6,102。
29. ↑  “中嶋徹、称名滝350ｍをフリーソロ”. Climbing-Net powered by ROCK & SNOW.  山と溪谷社 (2019年8月9日). 2021年3月18日閲覧。
30. ↑  橋本今史（編集）「ACT ON REASON」『YouTube』、THE NORTH FACE、2019年9月。